# UniCredit Czech Open 2012
L'UniCredit Czech Open 2012 è stato un torneo professionistico di tennis giocato sulla terra rossa. È stata la 19ª edizione del torneo che fa parte dell'ATP Challenger Tour nell'ambito dell'ATP Challenger Tour 2012. Si è giocato a Prostějov in Repubblica Ceca dal 4 al 10 giugno 2012.

## Partecipanti

### Teste di serie
| Nazionalità | Giocatore              | Ranking* | Testa di serie |
| ----------- | ---------------------- | -------- | -------------- |
| Spagna      | Fernando Verdasco      | 16       | 1              |
| Rep. Ceca   | Radek Štěpánek         | 27       | 2              |
| Germania    | Florian Mayer          | 35       | 3              |
| Kazakistan  | Michail Kukuškin       | 53       | 4              |
| Belgio      | Steve Darcis           | 61       | 5              |
| Spagna      | Albert Montañés        | 65       | 6              |
| Spagna      | Guillermo García López | 72       | 7              |
| Spagna      | Rubén Ramírez Hidalgo  | 74       | 8              |

- Ranking al 28 maggio 2012.

### Altri partecipanti
Giocatori che hanno ricevuto una wild card:
- Florian Mayer
- Radek Štěpánek
- Fernando Verdasco
- Jiří Veselý

Giocatori che hanno ricevuto un entry come alternate:
- Kamil Čapkovič
- Pavol Červenák
- Víctor Estrella Burgos

Giocatori passati dalle qualificazioni:
- Uladzimir Ihnacik
- Alex Michon
- Jaroslav Pospíšil
- Marek Semjan

## Campioni

### Singolare
- Florian Mayer ha battuto in finale  Jan Hájek con il punteggio di 7–6(1), 3–6, 7–6(3)

### Doppio
- Hsieh Cheng-peng /  Lee Hsin-han hanno battuto in finale  Colin Ebelthite /  John Peers con il punteggio di 7–5, 7–5